# Aloys zu Löwenstein-Wertheim-Rosenberg

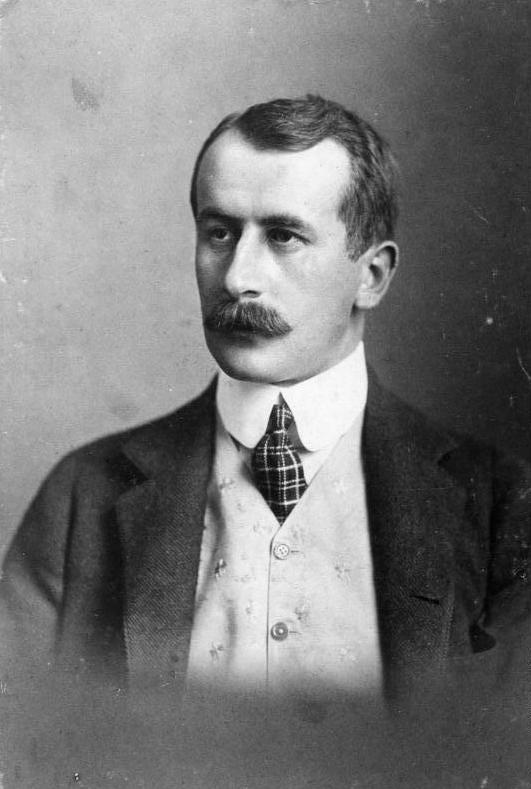
Aloys Fürst zu Löwenstein, 1912

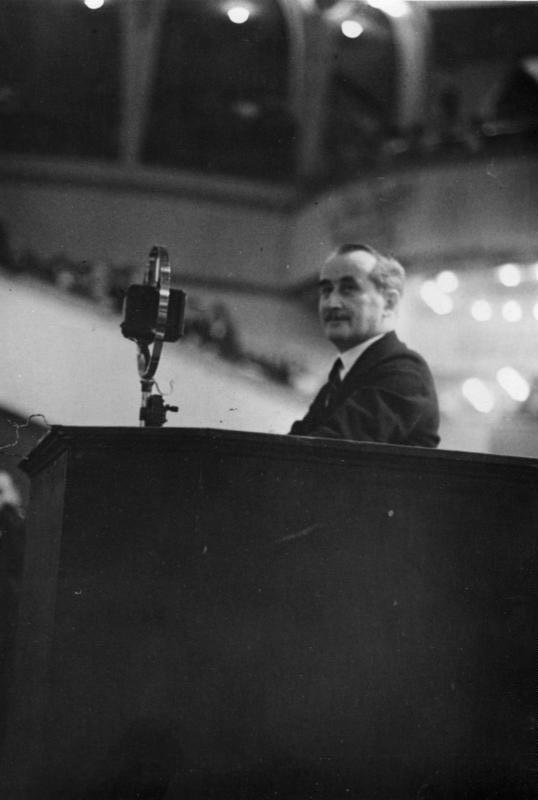
Aloys zu Löwenstein auf einer antikommunistischen Kundgebung im Berliner Sportpalast (1930)

Aloys (bzw. häufig auch Alois) Fürst zu Löwenstein-Wertheim-Rosenberg (* 15. September 1871 in Kleinheubach (Unterfranken); † 25. Januar 1952 in Bronnbach) war Mitglied und ab 1908 Chef des süddeutschen Adelsgeschlechts Löwenstein-Wertheim-Rosenberg, Zentrumspolitiker und von 1920 bis 1948 Präsident des Zentralkomitees der deutschen Katholiken.

## Abstammung
Das Adelsgeschlecht derer zu Löwenstein geht zurück auf den Wittelsbacher Friedrich I., den Siegreichen, Kurfürst von der Pfalz (1425–1476) und dessen Sohn Ludwig. Aloys stammt aus der Ehe von Karl zu Löwenstein-Wertheim-Rosenberg (1834–1921) und seiner zweiten Ehefrau Sophie von und zu Liechtenstein (1837–1899), einer Tochter von Alois II. von und zu Liechtenstein. Er war der ältere von zwei Brüdern.

## Leben
Die Gymnasialzeit verbrachte er seit 1885 am Jesuitenkolleg Stella Matutina in Feldkirch. Sein Abitur erlangte er 1889 am deutschen Gymnasium in Prag. Im Anschluss daran absolvierte Aloys zu Löwenstein ein Jurastudium in Prag (1889) und Freiburg in der Schweiz (1890–1895). Ab 1890 war er Mitglied der katholischen Studentenverbindung KDStV Teutonia Freiburg im Uechtland. Bei Joseph Lörkens promovierte er 1895 zum Dr. iur. utr.
Nach seiner Studienzeit und einer Englandreise übernahm Aloys zu Löwenstein zunächst Ämter und Aufgaben, die sich aus seiner Rolle als in vier Staaten begüterter Standesherr ergaben. Er wurde Mitglied der Ersten Kammern in Württemberg (1895), Hessen-Darmstadt (1897), Bayern (1909) und Baden (1910). 1908, noch zu Lebzeiten seines Vaters, übernahm Aloys den Fürstentitel und alle damit verbundenen Rechte und Pflichten eines Standesherrn.
1907 wurde er als Abgeordneter des Zentrums für den Wahlkreis Trier I in den Reichstag gewählt, dem er bis zum Ende der Monarchie angehörte. Als Abgeordneter befasste er sich vornehmlich mit außenpolitischen Fragen. Einer diplomatischen Karriere, die ihm aufgrund seiner Vorbildung und Zugehörigkeit zum europäischen Hochadel offen gestanden hätte, trat er nicht näher. Das Parlamentarische blieb ihm eher fremd. Seine politischen Funktionen im Reichstag und seine Stellung als Reichsrat der Krone Bayerns betrachtete er als einen Dienst am Staat, den er im Einklang mit den Zielen der katholischen Kirche und durch deren Verteidigung zu leisten suchte. 
Aloys zu Löwenstein war von Jugend an durch seinen Vater mit der katholischen Laienbewegung vertraut. 1898 war er Vizepräsident des Katholikentages in Neisse und fortan Mitglied des Zentralkomitees der deutschen Katholikentage. Den Straßburger Katholikentag 1905 leitete er erstmals selbst, auf diese Weise die Einbindung der Katholiken Elsaß-Lothringens ins Reich fördernd.
Ein Schwerpunkt seines Interesses lag in der „Heidenmission“, zu deren Belebung 1911 das Internationale Institut für missionswissenschaftliche Forschungen in Münster errichtet wurde; dessen Präsident war Aloys Fürst zu Löwenstein von 1911 bis 1948. Zu diesem Zweck förderte er die Gründung von Zeitschriften. 
Zudem engagierte er sich von 1913 bis 1948 als Vorsitzender der Genossenschaft katholischer Edelleute in Bayern. 
Er meldete sich 1914 als Kriegsfreiwilliger und versuchte  mäßigend auf die Kriegszieldiskussion einzuwirken, nachdem er schon vor 1914 die deutsche Außenpolitik als zu machtorientiert kritisiert hatte. Sein letzter Dienstgrad im Ersten Weltkrieg war Rittmeister der Reserve.
Nach dem Ersten Weltkrieg galt sein Bemühen der Sammlung des Katholizismus auf religiöser Grundlage. 
Aloys zu Löwenstein war von 1920 bis 1948 Präsident des Zentralkomitees der deutschen Katholiken. Er hielt die Politik der damaligen Zeit aus der katholischen Laienarbeit weitgehend heraus. Seinem patriarchalischen Gesellschaftsverständnis entsprach ein aus religiöser Überzeugung kommendes Laienapostolat unter seinen adligen Standesgenossen. So war er von 1921 bis 1933 auch Vorsitzender des Hauptausschusses katholischer Adelsvereine in Deutschland.
Die Machtergreifung Adolf Hitlers 1933 machte die Weiterarbeit des Zentralkomitees unmöglich. Am 1933 für Wien geplanten Allgemeinen Deutschen Katholikentag konnten Teilnehmer aus Deutschland wegen Behinderungen bei der Ausreise nur eingeschränkt teilnehmen. Für den 1934 geplanten Deutschen Katholikentag in Gleiwitz (Oberschlesien) verlangte Hermann Göring als preußischer Ministerpräsident einen Treueid auf das Dritte Reich. Aloys zu Löwenstein verweigerte diesen und sagte den Katholikentag ab.
Sowohl die Kommunisten als auch die Nationalsozialisten betrachtete Aloys zu Löwenstein als Feinde des Christentums. Er verließ 1936 Deutschland und verlegte seinen ständigen Wohnsitz nach Haid inmitten seiner böhmischen Besitzungen. Von dort wurde er nach dem Ende des Zweiten Weltkriegs 1945 vertrieben.    
Erst 1948 konnte wieder ein Katholikentag, der letzte unter Aloys zu Löwensteins Leitung, stattfinden. Er übertrug die Präsidentschaft an seinen Sohn, Karl Friedrich.

## Familie

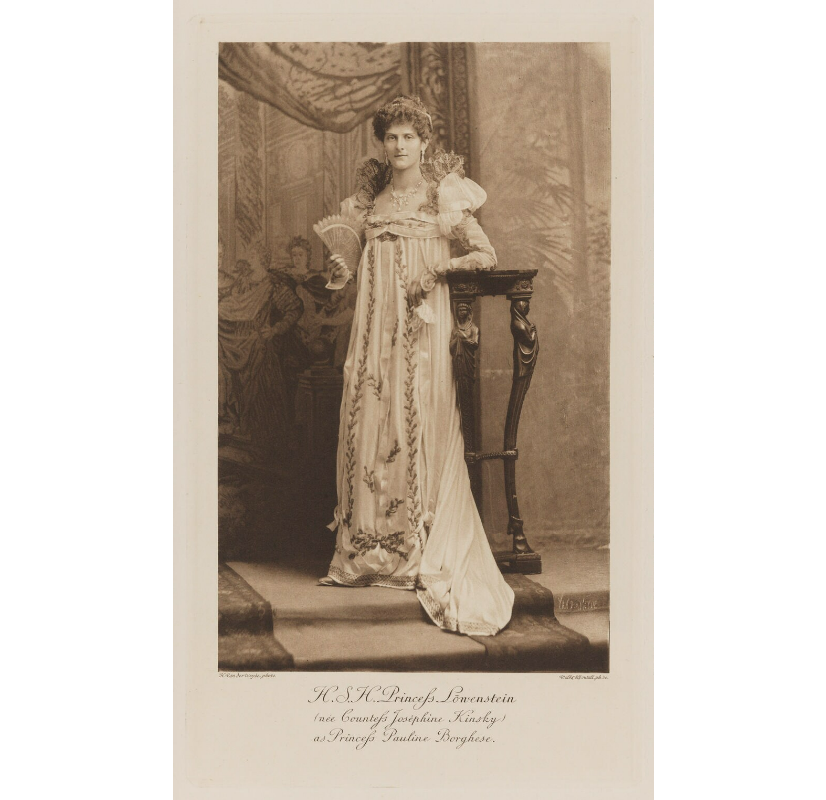
Porträt (Fotografie) aus dem Jahr 1897 der Josephine Gräfin Kinsky, spätere Fürstin Löwenstein-Wertheim-Rosenberg, von Henry van der Weyde in der National Portrait Gallery, London

Aloys zu Löwenstein-Wertheim-Rosenberg heiratete am 27. September 1898 Josephine Kinsky Gräfin von Wchinitz und Tettau (1874–1946). Aus der Ehe gingen neun Kinder hervor:
- Marie Sophie zu Löwenstein-Wertheim-Rosenberg (1900–1982)
- Marie Agnes zu Löwenstein-Wertheim-Rosenberg (1902–1991)
- Karl zu Löwenstein-Wertheim-Rosenberg (1904–1990)
- Maria Monika zu Löwenstein-Wertheim-Rosenberg (1905–1992)
- Felix zu Löwenstein-Wertheim-Rosenberg S.J. (1907–1986)
- Maria Theresia zu Löwenstein-Wertheim-Rosenberg (1909–2000)
- Franz zu Löwenstein-Wertheim-Rosenberg S.J. (1909–1990)
- Maria Anna zu Löwenstein-Wertheim-Rosenberg (1914–2000)
- Johannes zu Löwenstein-Wertheim-Rosenberg (1919–2000)

## Ehrungen und Auszeichnungen
- Eisernes Kreuz I. Klasse
- Preußischer Kronenorden
- Württembergischer Kronenorden
- Württembergischer Friedrichsorden
- St. Ludwigsorden (Parma), Großkreuz
- Nassauischer Hausorden
- Kleines Malteserkreuz
- Großes Malteserkreuz
- Kreuz Benemerenti I. Klasse (Vatikan)
- Großkreuz des päpstlichen St. Gregorius-Ordens und Pius-Orden
- 1925 Dr. theol. h.c. der Universität Münster
- 1951 Ehrenbürger der Gemeinde Kleinheubach

## Werke
- Ist der Staat verpflichtet, Entschädigung zu leisten, wenn seine Richter in Ausübung der Justizhoheit schuldlos einem Unschuldigen Schaden zugefügt haben? Dissertation, Freiburg im Üechtland 1895
- Georg Kardinal von Kopp, Fürstbischof von Breslau. Köln 1913.
- Der katholische Priester als Vorkämpfer des Reiches Gottes aus Erden. Innsbruck 1934.
- Die Wächter der Kirche. Kösel & Pustet, München 1934.